# Drimia flagellaris
Drimia flagellaris är en sparrisväxtart som beskrevs av T.J.Edwards, D.Styles och N.R.Crouch. Drimia flagellaris ingår i släktet Drimia och familjen sparrisväxter.
Artens utbredningsområde är KwaZulu-Natal. Inga underarter finns listade i Catalogue of Life.